# Gschnitz
Gschnitz é um município da Áustria, situado no distrito de Innsbruck-Land, no estado do Tirol. Tem 59,18 km² de área e sua população em 2019 foi estimada em 449 habitantes.